# Chrysoperla nigrinervis
Chrysoperla nigrinervis is een insect uit de familie van de gaasvliegen (Chrysopidae), die tot de orde netvleugeligen (Neuroptera) behoort. 
Chrysoperla nigrinervis is voor het eerst wetenschappelijk beschreven door Brooks in 1994.